# Crabronina
Sous-tribu
Synonymes
- Lindeniina
- Thyreopodina
- Rhopalina
- Soleniina
- Pemphilidina

Les Crabronina sont une sous-tribu d'insectes hyménoptères de la famille des crabronidés. Elle comprend les genres suivants :
- Alinia
- Arnoldita
- Chimila
- Chimiloides
- Crabro
- Crorhopalum
- Crossocerus (synonyme : Towada)
- Dasyproctus
- Echucoides
- Ectemnius (synonyme : Spadicocrabro)
- Enoplolindenius
- Eupliloides
- Foxita (synonyme : Taruma)
- Hingstoniola
- Holcorhopalum
- Huacrabro
- Huaeva
- Isorhopalum
- Krombeinictus
- Leclercqia
- Lecrenierus
- Lestica
- Lindenius
- Minicrabro
- Moniaecera
- Neodasyproctus
- Notocrabro
- Odontocrabro
- Pae (synonyme : Lamocrabro)
- Papurus
- Parataruma
- Pericrabro
- Piyum
- Piyumoides
- Podagritoides
- Podagritus
- Pseudoturneria
- Quexua
- Rhopalum
- Tracheliodes
- Tsunekiola
- Vechtia
- Williamsita
- Zutrhopalum